# Вишнугупта
Вишнугупта (ум. в 550 г.) — последний царь древнеиндийского государства Гуптов, государство которого было уничтожено эфталитами. Сын Кумарагупты III.
В 548 году на Индию двинулись персидские кочевники. В 550 году они захватили столицу империи Паталипутра и взяли в плен царя Вишнугупту. Возможно Вишнугупта даже не дожил до падения своей обширной империи.